# 臺灣高雄地方法院
臺灣高雄地方法院，簡稱高雄地方法院、高雄地院或雄院，是中華民國的地方法院之一，位於台灣高雄市，屬於普通法院。

## 沿革
現今的高雄地區在台灣日治時期初期一度有法院之設。1896年5月1日，台灣總督府於以律令第一號公布《台灣總督府法院條例》，同年7月15日依該條例於高雄地區成立「鳳山地方法院」。1898年7月19日台灣總督府改正《臺灣總督府法院條例》後，調整法院組織，全台地方法院僅餘台北地方法院、台中地方法院及台南地方法院三座；在台南地方法院下設「台南地方法院鳳山出張所」，最初僅受理不動產登記事項，至1900年2月1日始著手審判事項。1904年4月1日起，鳳山出張所再度不著手審判事項。
1925年7月1日，日本政府再於高雄地區成立「台南地方法院高雄出張所」，最初亦僅受理不動產登記事項。1933年3月15日，高雄出張所改制為「台南地方法院高雄支部」，開始受理裁判業務。1940年12月20日，高雄支部再改制為「高雄地方法院」，管轄高雄州及澎湖廳。
- 高雄地方法院於日治時期的院舍建築，是一棟位於當時高雄市山下町（約今高雄市鼓山區山下里）原台灣總督府中央研究所高雄檢糖支所的二層樓房（後該地另建高雄看守所。看守所另遷建後，同址改為高雄地方法院檢察署部分廳舍）。1945年1、2月間，因屢被盟軍轟炸，建築物毀損，不得已即於同年3月遷至位於林德官（原高雄市四維一路司法之家，現四維一路與和平一路交叉口）的院長官舍辦公。
- 1945年日本戰敗，二次大戰結束，中華民國接收台灣，台灣高等法院指派時任本院判官之馮正樞暫代院長，並於12月16日辦理接收事宜。12月24日接收完成後，正式將高雄地方法院改為現名，轄區仍舊與日治時期相同。然而當時因院舍仍未有著落，故暫借台灣省立高雄商業職業學校辦公。然而該校開學在即，而屏東地方人士又爭取本院遷往屏東市，高雄市政府及高雄市參議會遂表示願整修位於前金區的高雄州廳舊址，以供法院之用。1946年6月25日，高雄市政府將該建築借予本院；同年8月19日，本院遷入州廳大樓，加以整修後，開始辦公。
- 1949年12月20日，今屏東縣部分，改隸新成立的臺灣屏東地方法院。
- 同年12月26日，今澎湖縣部分，改隸新成立的臺灣澎湖地方法院，至此，本院所轄區域僅餘今高雄市。
- 由於當時高雄地區不少機關皆佔用本院建築辦公，經多方努力，於1965年底始將被佔用的院舍全數收回；次年（1966年），並增建二層樓房一排。
- 後因本院建築老舊，院舍又不敷使用，遂於1987年將此一50餘年的院宇拆除重建，暫租高雄市大勇路台糖大樓辦公。新建築朱祖明設計[3]，完工竣事後，1990年6月1日本院遷入辦公。
- 1991年7月1日，成立高雄及鳳山2個普通庭與高雄、鳳山、岡山及旗山4個簡易庭。
- 2016年9月1日，高雄市橋頭區等26區改由新設之臺灣橋頭地方法院管轄，岡山簡易庭、旗山簡易庭亦改隸橋頭地院。

## 歷任院長
| 任次   | 姓名   | 任期                           |
| 院長   | 院長   | 院長                           |
| ------ | ------ | ------------------------------ |
| 第1任  | 馮正樞 | 1945年12月16日－1946年8月7日   |
| 第2任  | 孫德耕 | 1946年8月7日－1947年8月3日     |
| 第3任  | 劉學恆 | 1947年8月3日－1948年10月19日   |
| 第4任  | 王振之 | 1948年10月19日－1950年11月16日 |
| 第5任  | 洪壽南 | 1950年11月16日－1958年1月23日  |
| 第6任  | 岳成安 | 1958年1月23日－1965年9月22日   |
| 第7任  | 趙執中 | 1965年9月22日－1970年9月8日    |
| 第8任  | 吳樹立 | 1970年9月8日－1976年8月20日    |
| 第9任  | 史英   | 1976年8月20日－1979年1月24日   |
| 第10任 | 田濟棨 | 1979年1月24日－1985年8月2日    |
| 第11任 | 李志青 | 1985年8月2日－1990年3月9日     |
| 第12任 | 管國維 | 1990年3月9日－1993年10月8日    |
| 第13任 | 楊仁壽 | 1993年10月8日－1995年5月1日    |
| 第14任 | 呂潮澤 | 1995年5月1日－1997年3月12日    |
| 第15任 | 謝志嘉 | 1997年3月12日－1998年3月31日   |
| 第16任 | 沈守敬 | 1998年3月31日－1999年11月4日   |
| 第17任 | 蔡文貴 | 1999年11月4日－2005年10月31日  |
| 第18任 | 楊隆順 | 2005年10月31日－2007年11月5日  |
| 第19任 | 高金枝 | 2007年12月19日－2013年12月18日 |
| 第20任 | 洪兆隆 | 2013年12月18日－2016年6月28日  |
| 第21任 | 陳中和 | 2016年6月28日～2022年6月27日   |
| 第22任 | 蔡國卿 | 2022年6月27日迄今              |

## 管轄區域
| 庭區       | 管轄區域 | 備註 |
| ---------- | --- | --- |
| 高雄簡易庭 | 高雄市鹽埕區 高雄市鼓山區 高雄市三民區 高雄市新興區 高雄市前金區 高雄市苓雅區 高雄市前鎮區 高雄市旗津區 高雄市小港區 | 簡易庭受理第一審民、刑事訴訟簡易事件及違反社會秩序維護法案件之審理。面積共計約244平方公里，人口約161萬人。 |
| 鳳山簡易庭 | 高雄市鳳山區 高雄市林園區 高雄市大寮區                                                                               | 簡易庭受理第一審民、刑事訴訟簡易事件及違反社會秩序維護法案件之審理。面積共計約244平方公里，人口約161萬人。 |

## 組織
- 院長
- 行政庭長
- 法官自律委員會
- 考績(成)委員會

### 審判部門
- 民事庭
- 刑事庭
- 行政訴訟庭
- 高雄簡易庭
- 鳳山簡易庭

### 非訟部門
- 民事執行處
- 非訟事件處理中心
- 公設辯護人室
- 公證處
- 提存所
- 登記處

### 行政部門
- 資訊室
- 人事室
- 政風室
- 會計室
- 統計室
- 書記處
  - 民事紀錄科
  - 刑事紀錄科
  - 行政訴訟紀錄科
  - 高雄簡易庭紀錄科
  - 鳳山簡易庭紀錄科
  - 民事執行紀錄科
  - 非訟事件處理中心紀錄科
  - 總務科
    - 出納室
    - 物品庫
    - 贓證物庫

  - 文書科
    - 監印室
    - 收發室
    - 律師閱卷室

  - 研考科
  - 法警室
  - 資料科
    - 檔案室
    - 圖書室

  - 訴訟輔導科
    - 通譯室
    - 庭務員室

## 特色
- 本院轄區人口為1,648,323人（2021年8月），是中華民國所轄人口排行第6的地方法院。

## 著名案件
- 鍾正芳命案
- 井口真理子命案
- 吳憶樺監護權爭奪事件
- 邱毅聚眾滋擾案
- 高雄捷運外勞弊案
- 2006年高雄市市長選舉選舉無效之訴及當選無效之訴
- 葉冠亨酒駕肇事致死案
- 2014年高雄氣爆事故
- 雄風三型反艦飛彈誤射事件
- 臺灣高雄地方法院109年度重國字第3號民事判決

## 外部連結
- 臺灣高雄地方法院 （页面存档备份，存于）（繁體中文）（英文）